# Ring P1
Ring P1 är ett radioprogram som sedan den 10 januari 2000 sänds i Sveriges Radio P1, där det sorterar under Debattredaktionen. Programmet bygger på lyssnardebatt via direktsända telefonsamtal, inlästa debattinlägg och e-post. Det var ursprungligen en konkurrent till programmet Klarspråk, som sedermera integrerades i Ring P1.
Under programmet sänds även bandade inlägg, som spelas in när man ringer telefonnumret då programmet inte direktsänds.

## Programledare
Programmet har ett rullande schema av alternerande programledare. Vissa är fast anställda på Sveriges Radio, andra är frilansare.
Programledare i urval:

- Täppas Fogelberg
- Kjell Albin Abrahamson
- Emanuel Karlsten
- Hiba Daniel
- Tomas Tengby
- Cecilia Uddén
- Nina Glans
- Agneta Furvik
- Alexandra Pascalidou
- Johan Wangström
- Kattis Ahlström
- Pia Sjögren
- Elisabet Höglund
- Zian Zandi
- Sofie Ericsson
- Sofia Mirjamsdotter
- Sverker Olofsson
- Gunnar Eriksson
- Odd Clausen
- Nicke Nordmark
- Emmy Rasper
- Rihane Rouhani
- Lotte Nord
- Li Skarin
- Henrik Torehammar
- Tova Nilsson
- Nils Eklund

## Diskussionsforum
Tidigare fanns ett diskussionsforum på programmets hemsida. Forumet ersattes 2008 med möjligheten att på hemsidan kommentera respektive sändning av programmet. Utvalda kommentarer lästes dessutom upp i programmet. I början stängde kommenteringsmöjligheten klockan 21, men var från 2011 öppen dygnet runt. I september 2015 stängdes kommenteringsmöjligheten helt och hållet på grund av att antalet debattdeltagare hade minskat kraftigt till fördel för Facebook, Twitter och andra sociala medier.

## Granskningsnämnden
Ring P1 har sedan starten vid tre tillfällen fällts i Granskningsnämnden för partiskhet, samt en gång för bristande respekt för privatlivet.

## Kritik mot personregister
I december 2012 uppmärksammades att redaktionen, utan de inringandes vetskap, under åren hade underhållit ett hemligt register, "telefondatabasen", över tusentals personer med uppgifter om de medverkandes namn, telefonnummer och samtalsämne och att man sedan november samma år även hade registrerat politisk hemvist, ålder, sjukdomar och religionstillhörighet. Enligt projektledarens riktlinjer skulle databasen hållas hemlig och inte diskuteras med utomstående. Själva innehållet i databasen var tillgängligt för alla Sveriges radios medarbetare, utan lösenord, och uppgifter registrerades ofta av tillfällig personal som studenter. Flera medarbetare på Sveriges radio hade ifrågasatt systemet men samtidigt fanns det en rädsla för att öppet kritisera ledningen.